# Diarrhegma paritii
Diarrhegma paritii är en tvåvingeart som först beskrevs av Carl Ludwig Doleschall 1856.  Diarrhegma paritii ingår i släktet Diarrhegma och familjen borrflugor. Inga underarter finns listade i Catalogue of Life.